# El Pital, Castillo de Teayo
El Pital är en ort i Mexiko.   Den ligger i kommunen Castillo de Teayo och delstaten Veracruz, i den sydöstra delen av landet, 210 km nordost om huvudstaden Mexico City. El Pital ligger 91 meter över havet och antalet invånare är 339.
Terrängen runt El Pital är platt åt nordost, men åt sydväst är den kuperad. Runt El Pital är det ganska tätbefolkat, med 83 invånare per kvadratkilometer. Närmaste större samhälle är Castillo de Teayo, 6,3 km öster om El Pital. Trakten runt El Pital består till största delen av jordbruksmark.